# Anna Popplewell
Anna Katherine Popplewell (Londra, 16 dicembre 1988) è un'attrice britannica, nota per avere interpretato Susan Pevensie nella trilogia cinematografica de Le cronache di Narnia e Lola nella serie TV Reign.

## Biografia
Anna Popplewell nasce a Londra, primogenita dei tre figli di Andrew Popplewell, un avvocato, e di Debra Lomas, una dermatologa. La sorella Lulu è attrice e cantautrice, mentre il fratello Freddie è un attore. Suo nonno paterno, Sir Oliver Popplewell, è un ex-giudice. Dopo avere frequentato la North London Collegiate School si è iscritta all'Università di Oxford.
Ha iniziato la sua carriera di attrice nel 1998, in Frenchman's Creek. Nel 2000 recita in Mansfield Park. Nel 2003 appare accanto a Colin Firth e Scarlett Johansson nel film La ragazza con l'orecchino di perla. Partecipa ai provini per la parte di Hermione Granger, per la quale fu poi scartata a favore di Emma Watson. In seguito sostenne anche il provino per la parte di Wendy Darling in Peter Pan e in quell'occasione portò con sé il fratello minore. Il fratello fu preso, mentre lei fu scartata per l'attrice Rachel Hurd-Wood.
Il suo primo ruolo importante è quello di Susan Pevensie ne Le cronache di Narnia - Il leone, la strega e l'armadio e nel sequel Le cronache di Narnia - Il principe Caspian, adattamento cinematografico de Le cronache di Narnia di C. S. Lewis. L'attrice compare in alcune scene in flashback anche nel terzo film della saga, Le cronache di Narnia - Il viaggio del veliero. Ha avuto un ruolo fisso nella serie Tv Reign nei panni di Lady Lola fino alla terza stagione.

## Filmografia

### Cinema
- Mansfield Park, regia di Patricia Rozema (1999)
- Il mio amico vampiro (The Little Vampire), regia di Uli Edel (2000)
- Me Without You, regia di Sandra Goldbacher (2001)
- Pantaloncini a tutto gas (Thunderpants), regia di Peter Hewitt (2002)
- La ragazza con l'orecchino di perla (Girl with a Pearl Earring), regia di Peter Webber (2003)
- Le cronache di Narnia - Il leone, la strega e l'armadio (The Chronicles of Narnia: The Lion, the Witch and the Wardrobe), regia di Andrew Adamson (2005)
- Le cronache di Narnia - Il principe Caspian (The Chronicles of Narnia: Prince Caspian), regia di Andrew Adamson (2008)
- Le cronache di Narnia - Il viaggio del veliero (The Chronicles of Narnia: The Voyage of the Dawn Treader), regia di Michael Apted (2010)
- Payback Season, regia di Danny Donnelly (2011)
- Freak of Nurture, regia di John Hales (2015)
- The Last Birthday, regia di Jaclyn Bethany – cortometraggio (2017)
- The Nun II, regia di Michael Chaves (2023)

### Televisione
- Frenchman's Creek, regia di Ferdinand Fairfax – film TV (1998)
- Dirty Tricks, regia di Paul Seed – film TV (2000)
- Love in a Cold Climate, regia di Tom Hooper – miniserie TV (2000)
- Daniel Deronda, regia di Tom Hooper – miniserie TV (2002)
- Brave New World, regia di Michael Patrick Jann – film TV (2011)
- Halo 4: Forward Unto Dawn, regia di Stewart Hendler – webserie (2012)
- Reign – serie TV, 62 episodi (2013-2016)

### Videogiochi
- Le cronache di Narnia - Il leone, la strega e l'armadio (The Chronicles of Narnia: The Lion, the Witch and the Wardrobe) (2005)
- Le cronache di Narnia - Il principe Caspian (The Chronicles of Narnia: Prince Caspian) (2008)

## Doppiatrici italiane
- Letizia Ciampa in Le cronache di Narnia - Il leone, la strega e l'armadio, Le cronache di Narnia - Il principe Caspian, Le cronache di Narnia - Il viaggio del veliero, Reign
- Benedetta Degli Innocenti in The Nun II
- Gea Riva in Halo 4: Forward Unto Dawn